# Pseudotorymus vittiger
Pseudotorymus vittiger är en stekelart som beskrevs av Ruschka 1923. Pseudotorymus vittiger ingår i släktet Pseudotorymus och familjen gallglanssteklar.
Artens utbredningsområde är:
- Österrike.
- Sverige.

Arten är reproducerande i Sverige. Inga underarter finns listade i Catalogue of Life.